# هرمز أبونا
هرمز أبونا (بالسريانية: ܗܪܡܙܕ ܐܒܘܢܐ)‏، كان مؤرخ وأكاديمي عراقي من أصل آشوري/كلداني. عرف بعمله المؤلف من 12 مجلد عن تاريخ الآشوريين.

## السيرة
ولد هرمز أبونا في بلدة ألقوش بشمال العراق سنة 1940 وانتقل أهله إلى بغداد بعد إنهائه لدراسته الابتدائية في 1952. تخرج من كلية الحقوق بجامعة بغداد سنة 1963 وعمل بعدها بعدة موسسات حكومية حتى سنة 1982 عندما هاجر مع عائلته إلى المملكة المتحدة حيث حاز على شهادة دكتوراه من جامعة إكسيتر عن اطروحته العشائر الآشورية المستقلة في تياري وحكاري وعلاقتهم مع الأكراد والأتراك.
انتقل هرمز أبونا إلى تورونتو بكندا سنة 1988 حيث اعتكف على تأليف كتاب تاريخ الآشوريين بعد سقوط نينوى المكون من 12 مجلد والذي يغطي الفترة منذ سقوط نينوى حتى التاريخ المعاصر. كما حاظر في نفس الوقت في عدا جامعات مثل جامعة كامبريدج وجامعة سيدني وجامعات بالشرق الأوسط.
توفي في تورونتو في 19 نيسان 2009 اثر سكتة قلبية.

## أعماله
من أشهر أعمال هرمز أبونا كتابه تاريخ الآشوريين بعد سقوط نينوى الذي يتناول تأريخ الشعب الآشوري/السرياني/الكلداني وخصوصا أتباع كنيسة المشرق سابقا بالتفصيل ويقع في 12 مجلد تم نشر بعضها بالعربية والإنكليزية. وهذه المجلدات هي:
1. من سقوط نينوى حتى انتشار المسيحية.
2. الآشوريون والمسيحية
3. الآشوريون خلال الحكم الإسلامي
4. 1. الجزء الأول: الآشوريون تحت الحكم المنغولي
  2. الجزء الثاني: تاريخ الاستيطان الكردي في أرض آشور
5. القبائل الآشورية المستقلة في تياري وحكاري والأقاليم الآشورية المحيطة بها
6. مذابح بدرخان بك في تياري وحكاري 1843-1846
7. اضطهاد الآشوريون الكلدان السريان خلال القرن التاسع عشر
8. صفحات مطوية من تاريخ الكنيسة الكلدانية
9. الآشوريون قبل الحرب العالمية الأولى
10. الآشوريون ومشكلة الموصل
11. الآشوريون الكلدان السريان، "شعب واحد بعدة تسميات"
12. الآشوريون والحركات السياسية المعاصرة